# ستان بويد
ستان بويد (بالإنجليزية: Stan Boyd)‏ هو سائق سباق أمريكي، ولد في 16 سبتمبر 1970 في هوليدي في الولايات المتحدة.